# Marian Czepiec
Marian Czepiec (ur. 14 listopada 1936 r. w Krakowie  – zm. 15 maja 1983 r. w Krakowie) – polski poeta.
Ukończył technikum mechaniczne. W latach 1950–1964 był pracownikiem Huty im Lenina i Huty Kościuszko. Debiutował w 1957 r. jako poeta.

## Twórczość
- Marsz korników
- Zapis ziemi
- Miniatury